# Aleje Jerozolimskie
Die Aleje Jerozolimskie (deutsch: Jerusalemer Alleen) ist eine der wichtigsten Straßen Warschaus. Sie beginnt am Rande der Warschauer Weichselböschung. Vor dem Zweiten Weltkrieg endete sie am Artur-Zawisza-Platz. In den 1960er Jahren wurde sie bis zum Vorort Pruszków verlängert, was einen Längenzuwachs von den ursprünglichen 2,7 auf fast 16 Kilometer bedeutete.
Der Name der Straße erinnert an eine jüdische Siedlung, die im 18. Jahrhundert außerhalb des Warschauer Stadtgebietes in der Umgebung des heutigen Zawisza-Platzes errichtet wurde. Die Straße wurde in den Jahren 1824–1825 abgesteckt.
Längs der „alten“ Jerusalemer Alleen verlaufen Gleise des durch die Warschauer Innenstadt führenden Eisenbahnfernverkehrs – zunächst (von Osten nach Westen) in zwei Tunnels für den Vorort- und den Fernverkehr, dann unter dem Zentralbahnhof, weiter unter einer Stahlbetonplatte und noch weiter in einem offenen Aushub. Der erste Tunnel entstand in den Jahren von 1921 bis 1932, der zweite in der Nachkriegszeit.
Auf dem „alten“ Abschnitt befinden sich Straßenkreuzungen mit der Nowy-Świat-Straße, mit der Krucza-Straße, mit der Marszałkowska-Straße, Emilii-Plater-Straße, Johannes-Paul-II-Allee, Żelazna-Straße und dem Artur-Zawisza-Platz. Der „neue“ Abschnitt wurde auf dem ehemaligen Eisenbahngelände errichtet und verläuft durch Warschauer Vororte. Auf diesem Abschnitt wurden viele Straßenkreuzungen auf zwei Ebenen errichtet, die die Straße mit den neuen Ausfallstraßen zur A2-Autobahn verbinden.
Die Kreuzung mit der Marszałkowska-Straße (Rondo Romana Dmowskiego) gilt als Mittelpunkt Warschaus.
Gleich am Anfang befindet sich links das Nationalmuseum und das Bank- und Finanzzentrum, bis 1990 Sitz des Zentralkomitees der Polnischen Vereinigten Arbeiterpartei. Die Kreuzung mit der Nowy-Świat-Straße wurde als Rundplatz gestaltet, nach General Charles de Gaulle benannt. In der Mitte steht eine künstliche Palme. Vor der Kreuzung mit der Krucza-Straße befindet sich das Smyk-Kaufhaus, das in frühen 1950er Jahren gebaut, trotz der damals obligatorischen Stilrichtung des Sozialistischen Realismus den modernen, westlichen Look behielt.
An der Kreuzung mit der Marszałkowska-Straße befindet sich der Eingang zur U-Bahn und der PKO-Rundbau in Warschau, der am 15. Februar 1979 durch eine Gasexplosion fast vollständig zerstört wurde.
Am nächsten Straßenabschnitt befinden sich zwei Pavillons, die den Eingang zum unterirdischen Vorortbahnhof Warszawa Śródmieście bilden. In den Jahren 1952–1955 wurde von der sowjetischen Regierung ein Hochhaus gebaut – der Kultur- und Wissenschaftspalast. Auf der gegenüberliegenden Straßenseite sind zahlreiche Mietshäuser aus dem Anfang des 20. Jahrhunderts erhalten geblieben.
Zwischen der Emilia-Plater-Straße und der Johannes-Paul-II-Allee befindet sich der Zentralbahnhof, am Anfang der 1970er Jahre errichtet, und 2010–2011 gründlich renoviert. Auf der gegenüberliegenden Straßenseite befindet sich das Mariott-Hotel, noch vor der 1990er Wende von einer schwedischen Firma errichtet.
Auf dem nächsten Straßenabschnitt verlaufen die Eisenbahngleise unter einer Stahlbetondecke, teilweise durch ein niedriges Büro- und Handelsgebäude bebaut, die übrige Fläche dient als Parkplatz.
Zwischen der Żelazna-Straße und dem Zawisza-Platz sind die Eisenbahngleise im offenen Aushub verlegt. Auf der gegenüberliegenden Seite errichtete eine türkische Firma Ende der 1990er Jahre ein Hochhaus (ursprünglich: „Reform Plaza“, heute „Millennium Plaza“), das wegen seiner Form und Farbgebung von den Warschauern als Toi-Toi oder „Duschkabine“ verspottet wird.
Nach dem Zawisza-Platz beginnt der neue Straßenabschnitt, der bis Pruszków reicht. Wegen der komplizierten Form des Zawisza-Platzes wurde der Verkehr in der Ostrichtung durch den Stadtteil Ochota umgeleitet. Dieser Abschnitt führt am Westbahnhof (Dworzec Zachodni) vorbei. Längs der Straße sind seit den 1970er Jahren zahlreiche Neubauten entstanden.
Der Verkehr von den Jerusalemer Alleen wird ostwärts durch die 3-Mai-Allee und weiter durch die Poniatowski-Brücke und die Aleja Waszyngtona (Washington-Allee) geleitet. Die 3-Mai-Allee wurde auf einer Talbrücke aus Stahlbeton aus dem Anfang des 20. Jahrhunderts geführt.

## Weblinks

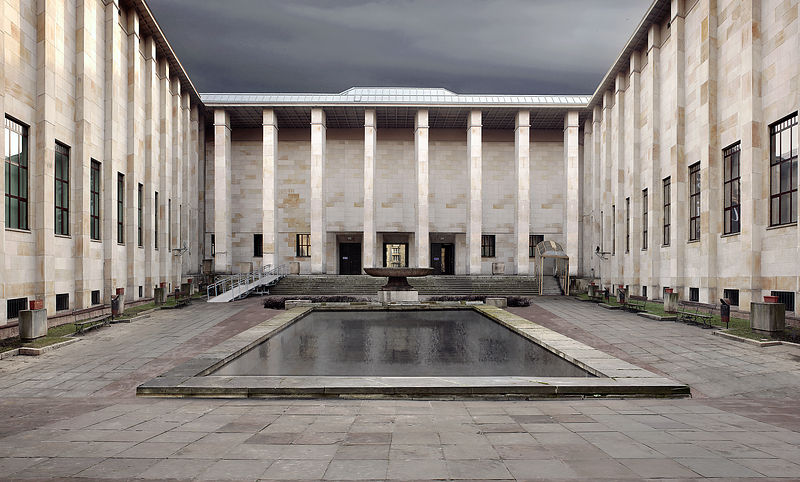
Nationalmuseum
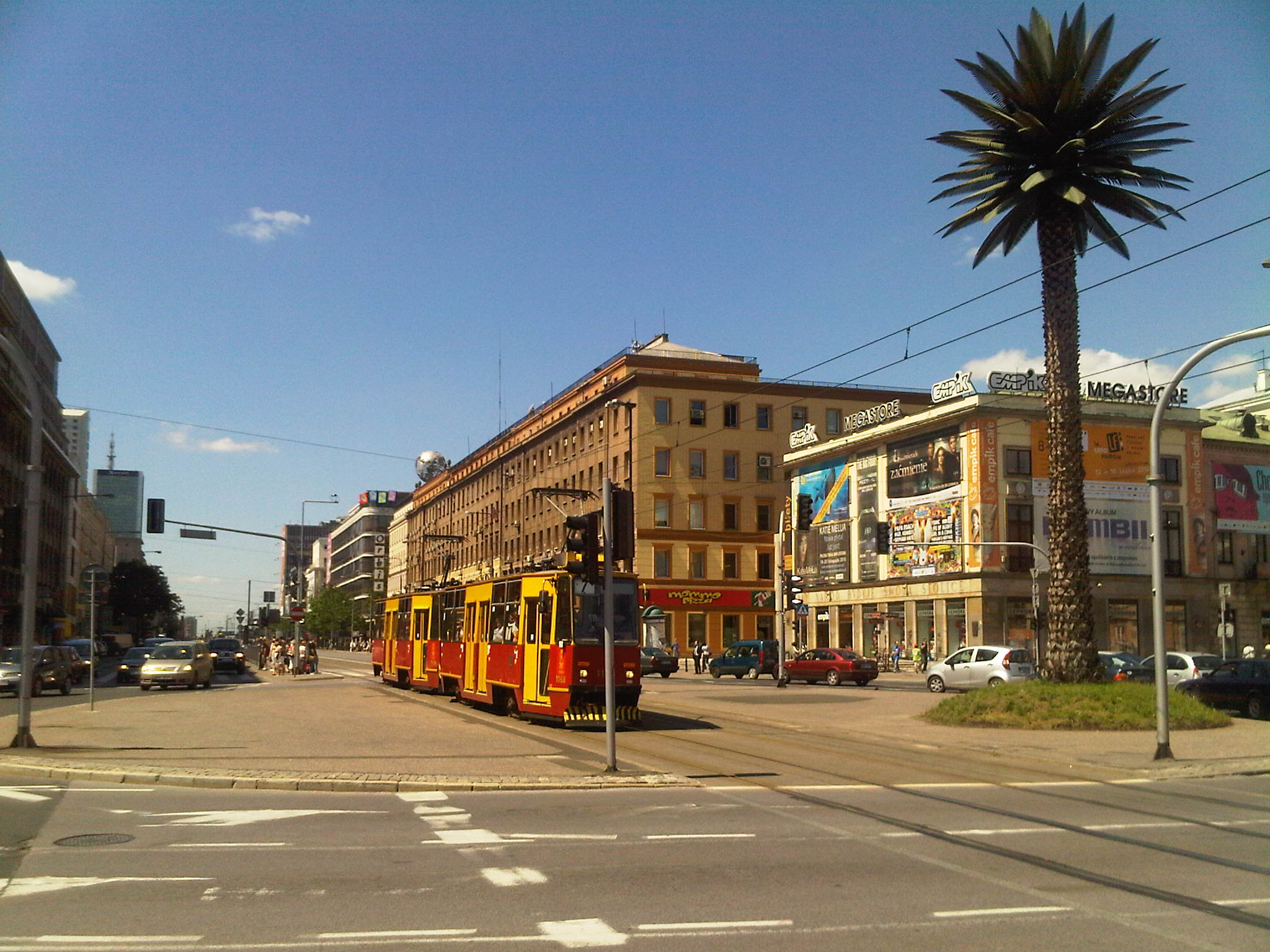
Charles-de-Gaulle-Platz
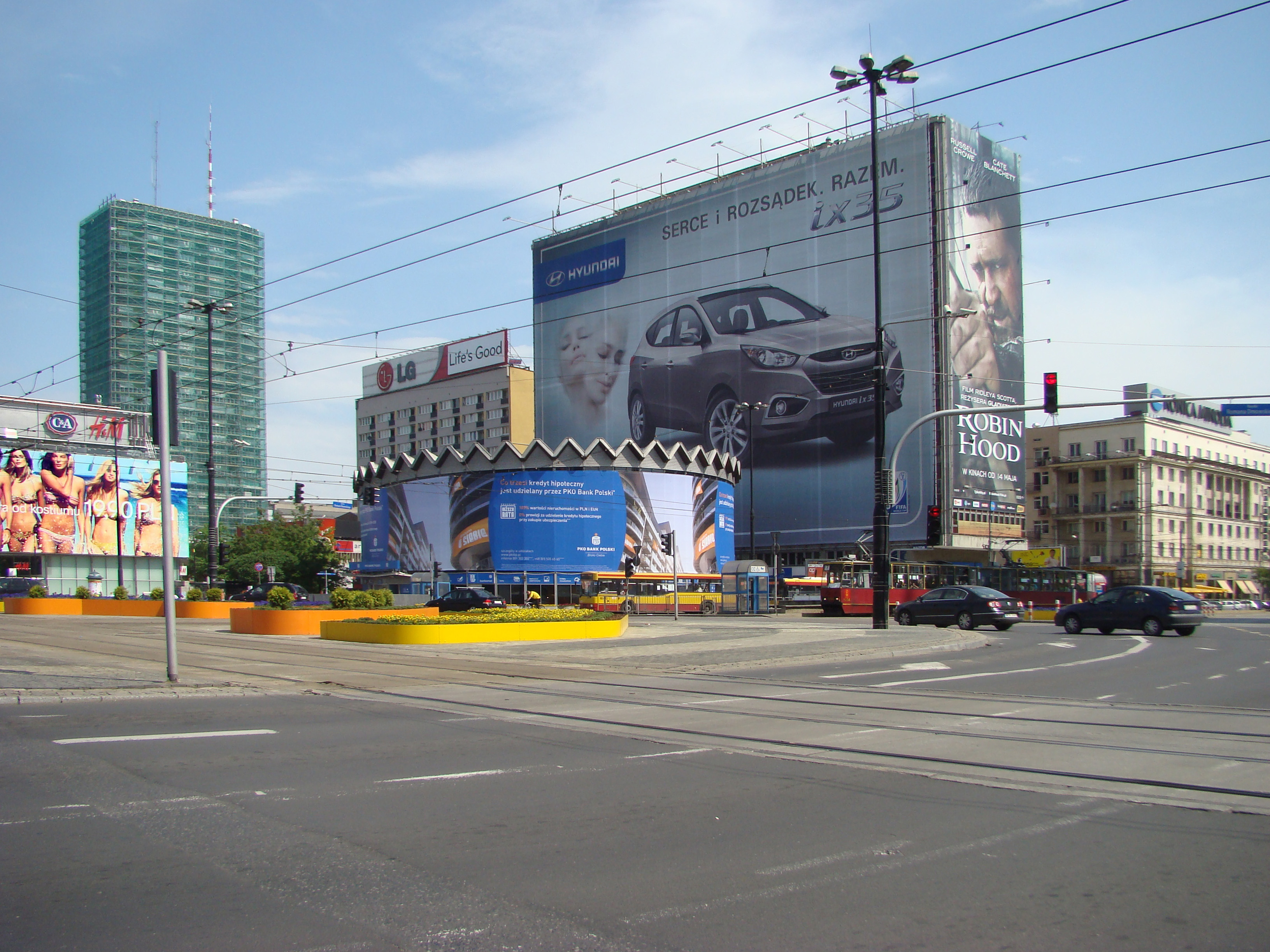
Dmowski-Platz
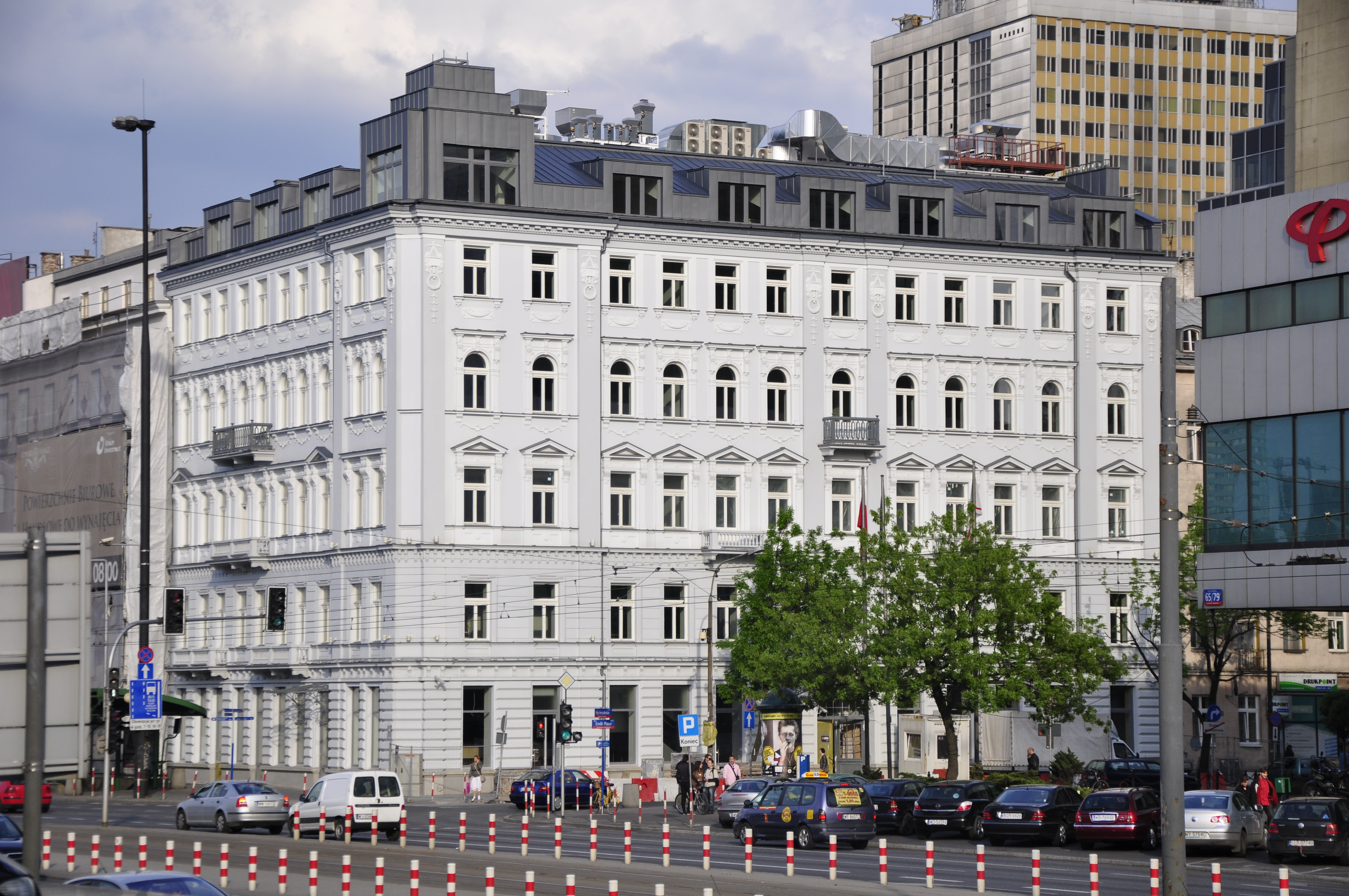
Wiedergebautes Mietshaus
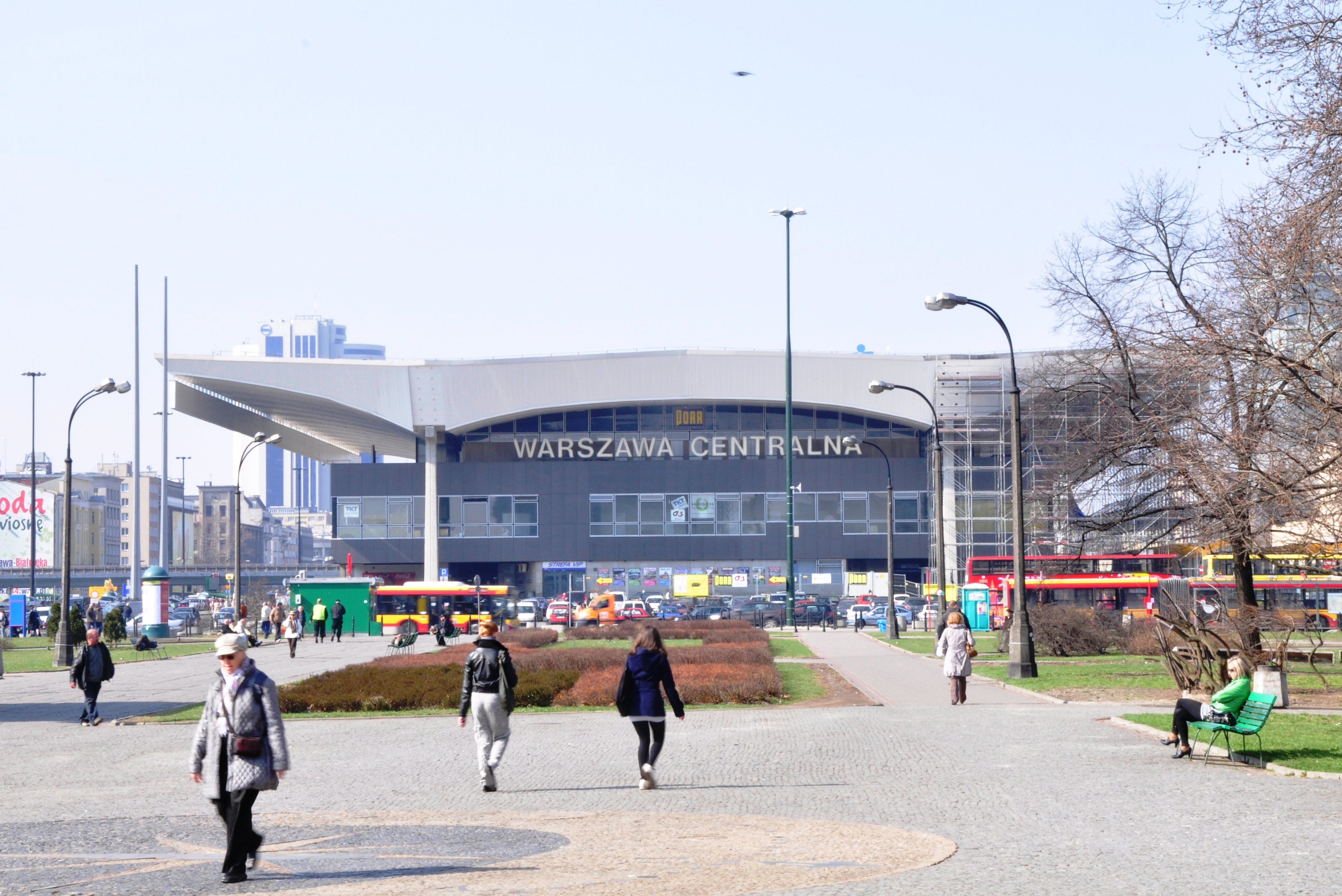
Zentralbahnhof
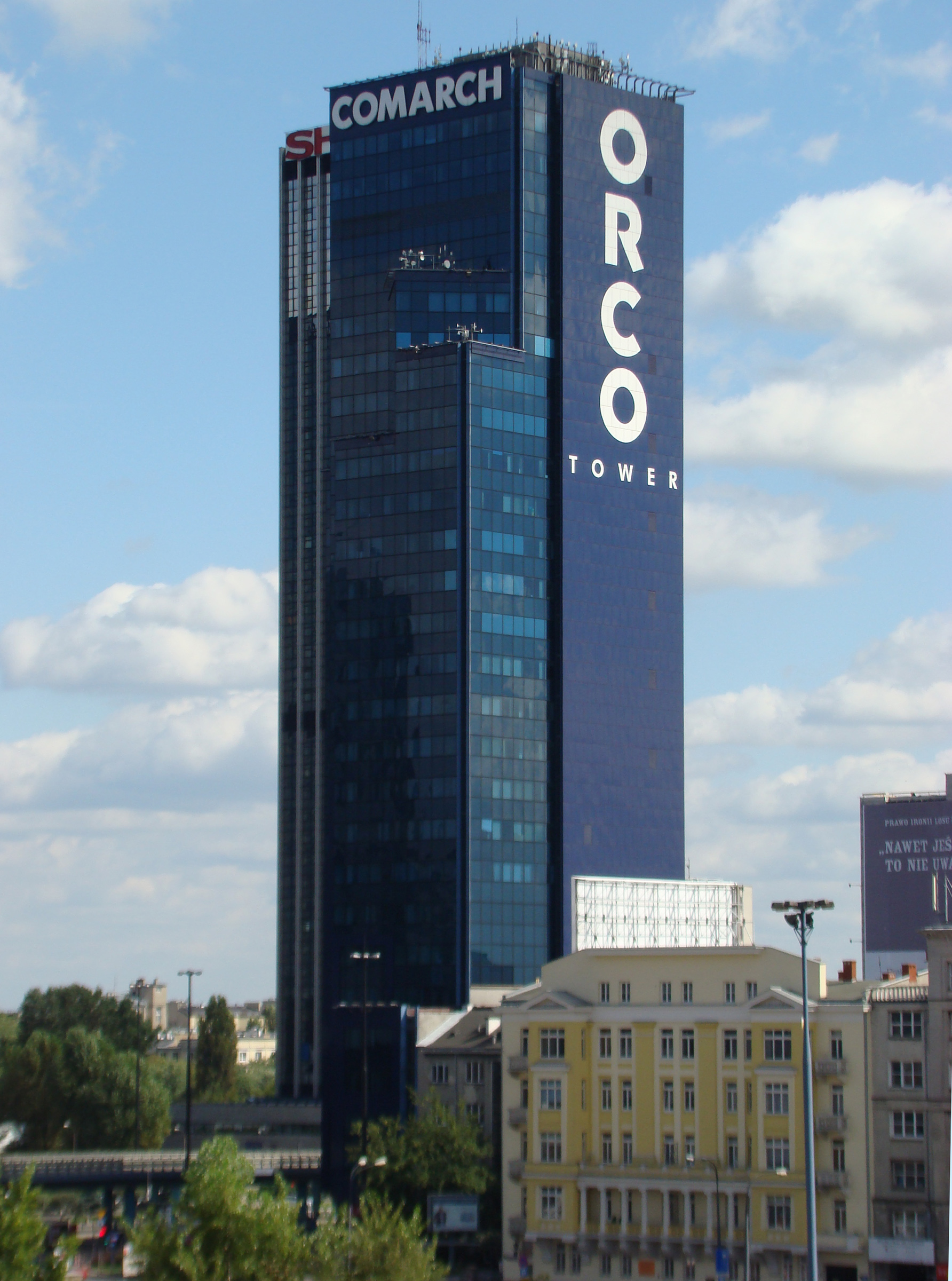
Orco-Hochhaus
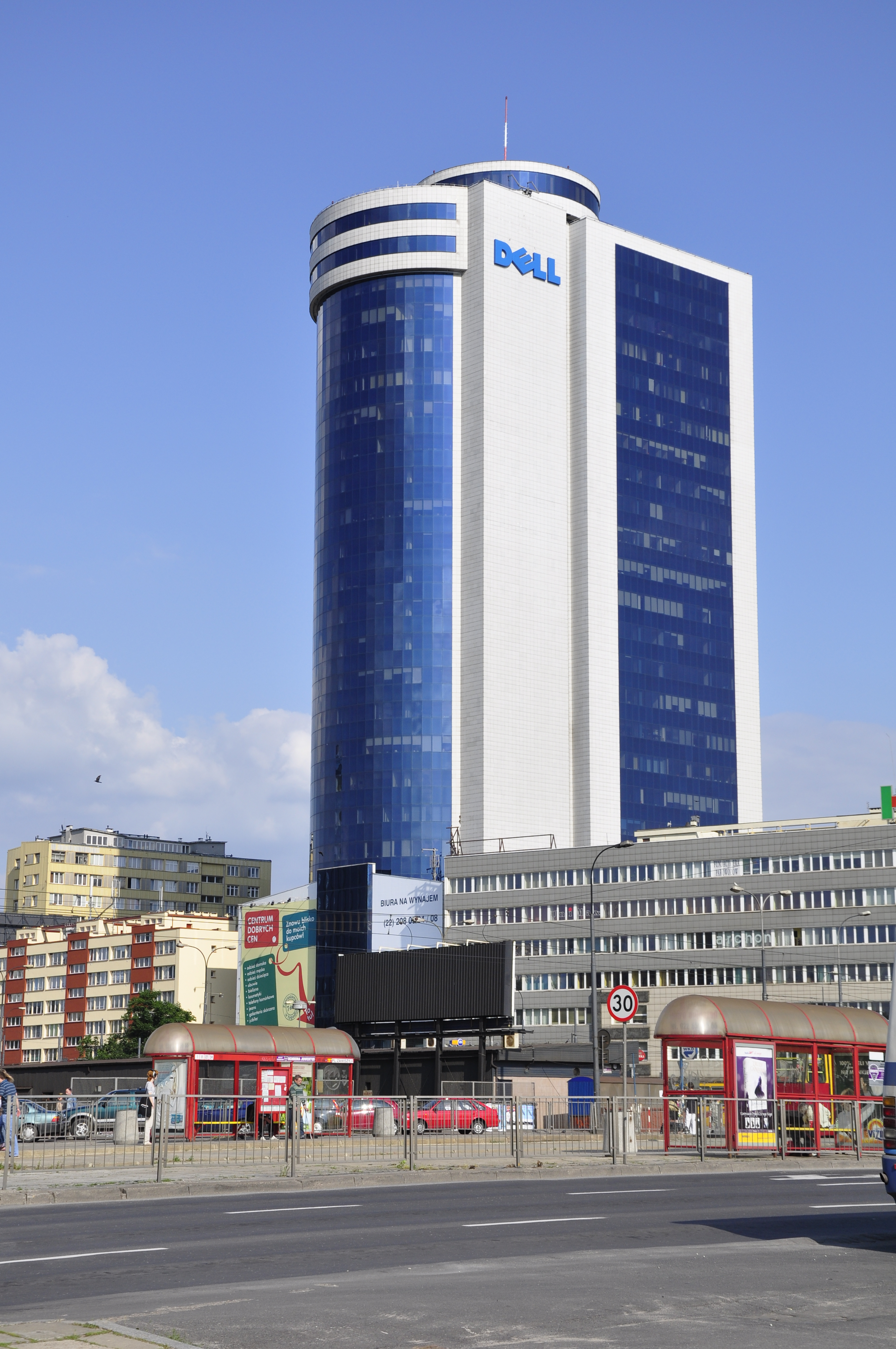
Millenium-Plaza-Hochhaus
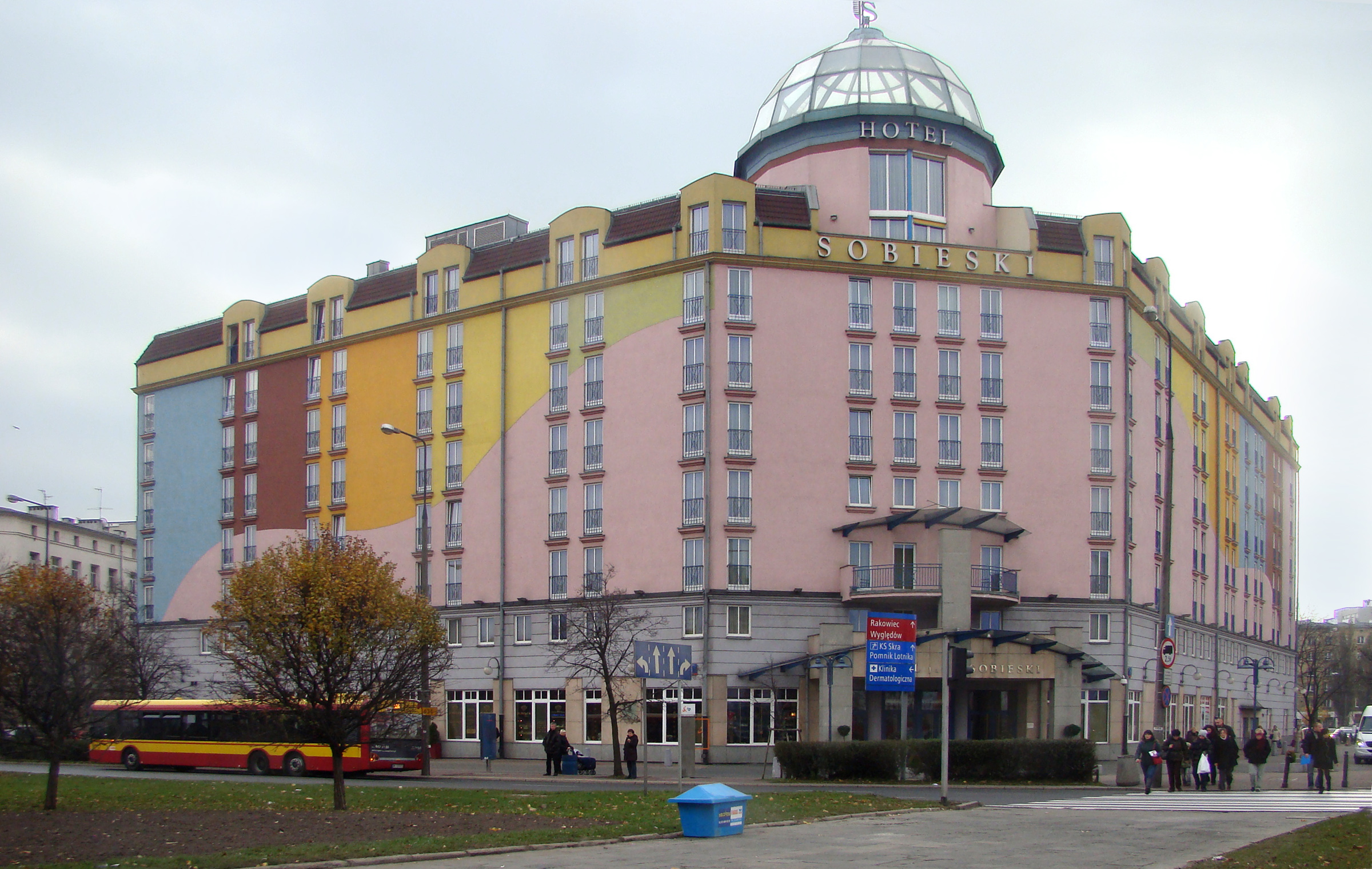
Sobieski-Hotel am Artur-Zawisza-Platz